# Sjöakullasjön
Sjöakullasjön är en sjö i Uppvidinge kommun i Småland och ingår i Emåns huvudavrinningsområde.